# Víctor Muñoz Manrique
Víctor Muñoz Manrique (Saragossa, 15 de març de 1957) és un exfutbolista i entrenador aragonès. Com a futbolista ocupava la posició de migcampista. Va ser internacional amb la selecció espanyola.

## Trajectòria

### Com a jugador
Sorgeix del planter del Reial Saragossa. Debuta a primera divisió a la campanya 76/77, en la qual els aragonesos baixen a Segona Divisió. Recuperada la categoria, el migcampista esdevé titular, sumant 87 partits en tres temporades.
L'estiu de 1981 fitxa pel FC Barcelona. En les set temporades que milita al club blaugrana, disputa 224 partits i aconsegueix diversos títols domèstics i continentals. Va ser titular en tot aquest període, arribant fins als 41 partits a la campanya 86/87.
Entre 1988 i 1990 marxa a la UC Sampdoria italiana. Després d'una breu estada al Reial Saragossa, finalitza la seua carrera a les files del St. Mirren FC escocès.

### Internacional
Víctor Muñoz va disputar 60 partits i va marcar 3 gols amb la selecció espanyola, tot sent un dels fixes durant la dècada dels 80. Va participar en el Mundial de 1986, així com a les Eurocopes de 1984 i 1988.

### Com a entrenador
Inicia la seua carrera com a tècnic a les files del RCD Mallorca, a la campanya 95/96. L'any següent, tot i anar encapçalant la Segona Divisió, va ser acomiadat a la jornada 32. A les postres, els mallorquins assolirien l'ascens a la màxima categoria.
La temporada 97/98 entrena durant 17 jornades al CD Logroñés, i a mitja la temporada posterior, es fa càrrec de la UE Lleida, amb qui finalitza la campanya i completa la següent.
Dona el salt a primera divisió a la temporada 00/01, quan fitxa pel Vila-real CF. Passa dues campanyes a l'equip valencià, i la temporada 02/03, només iniciada la competició, és acomiadat.
A la jornada 21 de la temporada 03/04 retorna al Reial Saragossa, amb qui guanya la Copa del Rei. Roman al club aragonès durant les dues campanyes posteriors. La temporada 06/07 fitxa pel Panathinaikos FC grec, i l'any següent, pel Recreativo de Huelva. La temporada 08/09 dirigeix al Getafe CF fins a la jornada 33, sent substituït per l'exmadridista Míchel.

## Palmarès

### Com a jugador
- Recopa: 1982, 1990
- La Liga: 1984–85
- Copa del Rei: 1983, 1988
- Supercopa d'Espanya: 1983
- Copa de la Lliga: 1982–83, 1985–86
- Coppa Italia: 1989

### Com a entrenador
- Copa del Rei: 2004
- Supercopa d'Espanya: 2004